# Invasione russa della Manciuria
L'invasione russa della Manciuria avvenne durante la rivolta dei Boxer, quando l'Impero russo, sfruttando il momento di caos in cui versava l'Impero cinese, si appropriò di vaste aree della Manciuria, regione che già in parte amministrava. Alla conquista russa seguirono sistematici massacri delle locali popolazioni han e manciù.
La conquista russa della Manciuria irritò le altre potenze coloniali e in particolare il Giappone, che già rivendicava il possesso della regione. Il controllo della Manciuria sarebbe stato uno dei motivi dello scoppio della successiva guerra russo-giapponese (1904-05).

## Preludio
Durante la seconda metà del XIX secolo l'Impero cinese affrontò una profonda crisi, acuitasi durante il regno dell'imperatore Guangxu, quando le potenze coloniali divennero particolarmente rapaci. Dopo la prima guerra sino-giapponese la Russia approfittò della debolezza cinese per strappare al controllo imperiale l'importante base navale di Port Arthur, da cui poi le autorità zariste intendevano espandersi verso l'interno della Cina.
Lo scoppio della rivolta dei Boxer fornì quindi il casus belli ideale, soprattutto l'attacco sferrato dai ribelli della Società di giustizia e concordia contro le legazioni internazionali di Pechino e Tientsin, coinvolgendo anche cittadini e militari russi.

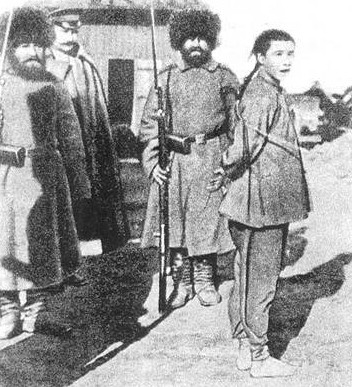
Fotografia di alcuni cosacchi in procinto di giustiziare un prigioniero cinese a Blagoveščensk durante il massacro del 16 luglio 1900

## L'invasione
In contemporanea agli attacchi dei Boxer a Pechino e Tientsin, le truppe russe ammassate a Port Arthur e Blagoveščensk sfondarono le deboli linee di difesa allestite dall'esercito manciù, travolgendo le truppe imperiali. Già il 1° ottobre i russi entrarono a Mukden, impossessandosi del principale centro della regione e prendendone gradualmente il totale controllo.
Le maggiori perdite cinesi tuttavia non derivarono direttamente dall'invasione, ma dai massacri contro i civili che ne conseguirono. Ad esempio, poco dopo lo scoppio della rivolta dei Boxer, nella città di Blagoveščensk si diffuse tra la maggioranza russa un'isteria di massa riguardo ai cinesi, che vennero quindi cacciati dalla città il 16 luglio 1900. A circa 6000 sfollati fu quindi intimato di abbandonare i territori russi; l'unica possibilità di farlo era attraversare il fiume Amur e rientrare in Cina, tuttavia nella zona non c'erano né ponti né battelli per poterlo fare. Le autorità zariste, con crudeltà e brutale zelo, costrinsero allora i cinesi ad attraversare il fiume a nuoto sotto minaccia delle baionette dei soldati. Molti tuttavia non sapevano nuotare, e annegarono; molti altri furono pugnalati a morte dai soldati russi oppure fucilati o bersagliati da scariche di proiettili anche sull'altra riva del fiume. Gli ufficiali russi riportarono che nell'Amur c'erano così tanti cadaveri di cinesi da potervi camminare sopra fino alla riva opposta. Massacri simili a quello di Blagoveščensk avvennero anche nel resto della Manciuria, tanto che la popolazione cinese ne uscì fortemente decimata.

## Conseguenze
Benché fosse stata un successo per l'impero, la conquista russa della Manciuria fu nel lungo termine deleteria al potere degli zar. L'Alleanza delle otto nazioni presto vacillò a fronte dei guadagni russi giudicati eccessivi, e soprattutto il Giappone espresse forti rimostranze per lo strapotere russo nell'Estremo Oriente.
Le potenze russa e nipponica entrarono presto in scontro diretto per il predominio della zona, e nel 1904 scoppiò la guerra russo-giapponese, proprio con la Manciuria come teatro principale.